# Мечеть Ардебиль
Мечеть Ардебиль (азерб. Ərdəbil məscidi) — историческая мечеть XIX века в городе Губа Губинского района Азербайджана.
Постановлением Кабинета министров Азербайджанской Республики от 2 августа 2001 года №132 мечеть включена в список недвижимых памятников истории и культуры местного значения.

## История

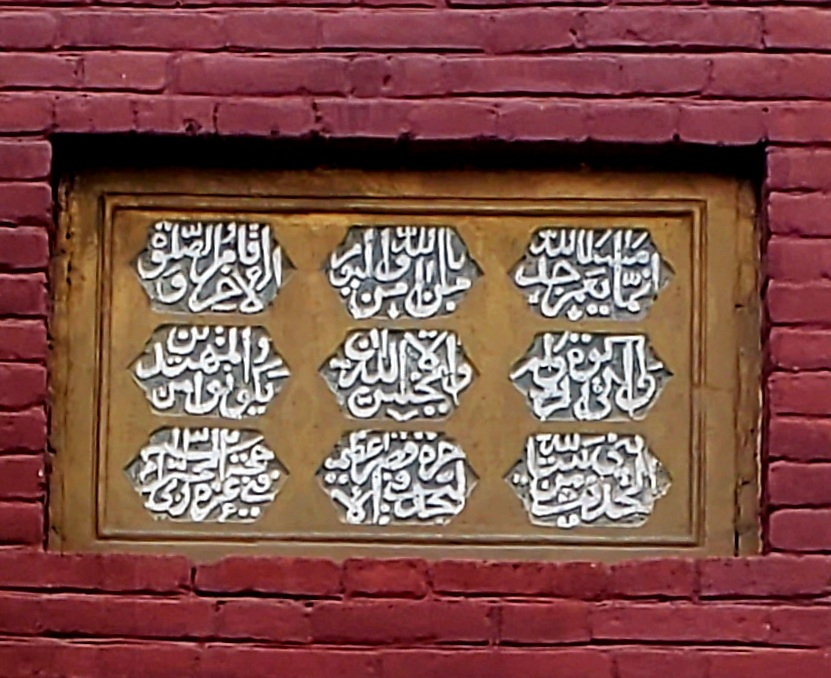
Китабе мечети

Расположена на улице Фатали-хана. Воздвигнута в 1312 году (по календарю хиджры). Построена полностью из красного жжёного кирпича. Во времена Надир-шаха на месте современной мечети была другая с караван-сараем. Обычно в ней молились паломники. Тогда же в Губу были переселены 40 ардебильских семей, которые основали квартал Ардебиль в городе. Согласно историческим сведениям они были выходцами из шахсевен (этнографическая группа азербайджанцев).
Мечеть построена на средства верующих. В советское время использовалась как общежитие, амбар и под другие посторонние нужды. В 1966 году сильно пострадала от пожара и находилась в плохом состоянии до 1988 года. В 1989 году после реставрации мечеть по настоянию верующих была передана им для богослужений.
Надписи на мечети гласят: «Тот, кто построит дом для Аллаха, Аллах для него возвысит дворец в загробном мире.». «Оживляет мечети Аллаха тот, кто уверовал в Него и в судный день, молящийся, дающий милостыню и не боящийся никого, кроме Аллаха, он вероятнее всего, окажется на праведном пути.».
Ахундом мечети является Хаджи Наиб Саттаров (азерб. Naib Heybət oğlu Səttarov).